# Емпавер Філд ет Майл-Гай
Спортс Ауторіті Філд ет Майл-Гай (англ. Empower Field at Mile High) — футбольний стадіон, розташований у місті Денвер, штат Колорадо, США. Арена приймає домашні матчі команди НФЛ «Денвер Бронкос». Максимальна місткість — близько 76,000 осіб. Кошторис на момент закінчення будівництва склав 400 мільйонів доларів.

## Назва
Назва стадіону змінювалася кілька разів. Спочатку арена отримала ім'я Майл-Гай Стедіум. Нову назву він отримав 16 серпня 2011 року після укладання контракту з компанією Спортс Ауторіті і до 2018 року носив Спортс Ауторіті Філд ет Майл-Гай (англ. Sports Authority Field at Mile High). Після банкрутства компанії її назву було прибрано і стадіон був тимчасово перейменований в «Бронкос Стедіум ет Майл-Гай» (англ. Broncos Stadium) до знаходження нового спонсора. 4 вересня 2019 року згідно з договором з компанією Empower Retirement терміном на 21 рік стадіону було присвоєно назву «Емпавер Філд ет Майл-Гай» (англ. Empower Field at Mile High).